# ودجیو
ودجیو رودی است که به دریاچه لوگنو می‌ریزد. این رود از کشور سوئیس می‌گذرد.